# Готовцев, Владимир Васильевич
Влади́мир Васи́льевич Гото́вцев (8 (20 января) 1885, Москва, Российская империя — 30 апреля 1976, Москва, СССР) — русский и советский актёр театра и кино, театральный педагог. Народный артист РСФСР (1948). Лауреат двух Сталинских премий первой степени (1946, 1947).

## Биография
Родился 8 (20) января 1885 года в Москве.
Окончил юридический факультет Московского университета, учился на драматических курсах А. И. Адашева (1907—1908).
В 1908 году вступил в МХТ (филиальное отделение). Если не состоялась работа Готовцева в «Месяце в деревне», где Станиславский подумывал о Беляеве как о роли для этого талантливого ученика с подвижным темпераментом и со счастливыми внешними данными, то в «Братьях Карамазовых» Немирович-Данченко, приметивший его в «народной сцене» «Анатэмы» («очень мил, прост, обаятелен и славный такой русачок»), рискнул дать ему роль Алеши и не изменил своего отношения к актёру, не имевшему успеха на премьере («нахожу, что Готовцев идет той же правильной дорогой и заслуживает лучшей участи»). Угадывая в молодом актёре волю к неподдельной жизни на сцене, Станиславский назвал его в числе тех, кого хотел знакомить со своими записками — первыми очерками «системы» (1911). Он ценил также его опыты спектаклей «для народа» («Борис Годунов» силами сельских учителей и крестьян в Бурмакине, 1911). Вступив в Первую студию при её создании, Готовцев продолжал играть на большой сцене (вводы — начальник станции и Яша, «Вишневый сад», Федотик, «Три сестры», Боркин, «Иванов», Живновский, «Смерть Пазухина»; в «Ревизоре» 1921 года — почтмейстер). С 1924 года и до его закрытия (1936) — актёр МХАТа 2-го (сэр Тоби в «Двенадцатой ночи», Грабец в «Балладине», Петруччио в «Укрощении строптивой», Пётр I в пьесе Алексея Толстого, Варравин в «Деле» и др.). Здесь выработалась своеобразная монументальность его манеры, яркая четкость при малоподвижности рисунка роли. С 1936 года — в труппе МХАТа СССР имени М. Горького, где чаще всего играл вводы (Медведев, «На дне»; Симеонов-Пищик, «Вишневый сад»; Бартоло, «Женитьба Фигаро»; губернатор, «Мёртвые души»; контр-адмирал Белобров, «Офицер флота»). В 1959 году ушёл на пенсию.
В 1939—1950 годах Владимир Готовцев был педагогом Московского городского театрального училища, его учениками были Вера Васильева, Ольга Аросева, Вера Орлова, Евгений Лебедев, Роза Балашова, Наталья Терентьева. В 1950—1952 годах преподавал в ГИТИСе.
Умер 30 апреля 1976 года в Москве на 92-м году жизни. Похоронен на Введенском кладбище (уч. 13).

## Признание и награды
- Сталинская премия первой степени (1946) — за роль контр-адмирала Белоброва в спектакле «Офицер флота» А. А. Крона
- Сталинская премия первой степени (1947) — за роль генерала Пантелеева в спектакле «Победители» Б. Ф. Чирскова
- народный артист РСФСР (26 октября 1948)
- орден Трудового Красного Знамени (26 октября 1948)
- орден Красной Звезды (14 апреля 1944)

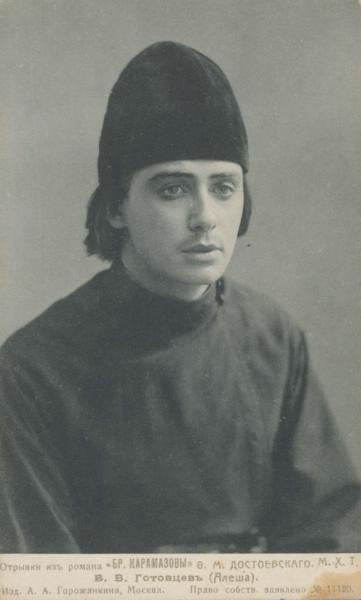
Готовцев в роли Алёши («Братья Карамазовы»).
Фото К. Фишера.

- медали

## Творчество

### Роли в театре
Московский Художественный театр
- 1909 — «Анатэма» Л. Н. Андреева — пьяный
- 1910 — «Братья Карамазовы» по Ф. М. Достоевскому — Алёша Карамазов
- 1910 — «Miserere» С. С. Юшкевича — Симон
- 1910 — «Живой труп» Л. Н. Толстого — Александров
- 1912 — «Царь Федор Иоаннович» А. К. Толстого — князь Иван Иванович Шуйский
- 1913 — «Мнимый больной» Ж.-Б. Мольера — Второй доктор
- 1913 — «Николай Ставрогин» по роману Ф. М. Достоевского «Бесы» — купец Андреев
- 1914 — «Хозяйка гостиницы» К. Гольдони — слуга Кавалера
- 1914 — «Вишнёвый сад» А. П. Чехова — Начальник станции
- 1915 — «Нахлебник» И. С. Тургенева — Егор Карташев
- 1915 — «Осенние скрипки» И. Д. Сургучева — Василий
- 1916 — «Три сестры» А. П. Чехова — Алексей Петрович Федотик
- 1919 — «Царь Федор Иоаннович» А. К. Толстого — князь Дмитрий Шуйский
- 1919 — «Иванов» А. П. Чехова — Боркин
- 1919 — «Вишневый сад» А. П. Чехова — Яша
- 1921 — «Ревизор» Н. В. Гоголя — почтмейстер Шпекин

1-я Студия МХТ
- "Гибель «Надежды» Г. Гейерманса — Матис
- «Сверчок на печи» по Ч. Диккенсу — От автора и Джон Пирибингль
- «Потоп» Г. Бергера — Гюг Гиггинс , Нордлинг и Клиент
- 1914 — «Калики перехожие» В. М. Волькенштейна — Прокопий
- 1916 — «Предложение» А. П. Чехова — Иван Васильевич Ломов
- 1918 — «Двенадцатая ночь» У. Шекспира — сэр Тоби Белч
- 1920 — «Балладина» Ю. Словацкого — Грабец
- 1921 — «Эрик XIV» А. Стриндберга, премьера — 29 марта 1921 г. — Педер Веламсон
- 1923 — «Укрощение строптивой» У. Шекспира — Петруччо

МХАТ 2-й
- «Блоха» Е. И. Замятина по Н. С. Лескову — 1-й халдей
- 1925 — «1825» Н. А. Венкстерн — Ланской
- 1927 — «Смерть Иоанна Грозного» А. К. Толстого — Иоанн Грозный
- 1928 — «Митькино царство» К. А. Липскерова — Митька
- 1930 — «Петр I» А. Н. Толстого — Петр I
- 1932 — «Дело» А. В. Сухово-Кобылина — Варравин
- 1932 — «Земля и небо» бр. — Ершов

МХАТ
- 1936 — «На дне» М. Горького — Медведев, «Любовь Яровая» К. А. Тренева — Елисатов
- 1937 — «Вишневый сад» А. П. Чехова — Симеонов-Пищик
- 1938 — «Горе от ума» А. С. Грибоедова — Господин N
- 1939 — «Смерть Пазухина» М. Е. Салтыкова-Щедрина — Живновский, «Безумный день, или Женитьба Фигаро» П.-О. Бомарше — Бартоло, «Платон Кречет» А. Е. Корнейчука — Бублик
- 1940 — «Горячее сердце» А. Н. Островского — Градобоев, «Мертвые души» М. А. Булгакова по Н. В. Гоголю — Губернатор
- 1941 — «Царь Федор Иоаннович» А. К. Толстого — Луп-Клешнин, «Анна Каренина» по Л. Н. Толстому — Генерал на скачках
- 1942 — «Фронт» А. Е. Корнейчука — Благонравов, «Кремлевские куранты» Н. Ф. Погодина — Оптимист, «Школа злословия» Р.-Б. Шеридана — Раули, капитан в отставке
- 1943 — «Последние дни (Пушкин)» М. А. Булгакова — Салтыков
- 1945 — «Офицер флота» А. А. Крона — контр-адмирал Белобров
- 1947 — «Победители» Б. Ф. Чирскова — генерал-лейтенант Иван Анисимович Пантелеев
- 1951 — «Плоды просвещения» Л. Н. Толстого — Фёдор Иваныч
- 1953 — «Ломоносов» Вс. Иванова — Иконников
- 1956 — «Кремлевские куранты» Н. Ф. Погодина — Оптимист
- 1957 — «Мария Стюарт» Ф. Шиллера — Паулет
- 1959 — «Все остается людям» С. И. Алешина — Моргунов

### Роли в кино
- 1918 — Хлеб
- 1943 — Кутузов — генерал Беннигсен, начальник штаба русской армии
- 1950 — Секретная миссия — немецкий промышленник
- 1952 — На дне — Медведев

### Озвучивание мультфильмов
- 1948 — Федя Зайцев — Гаврила Иваныч, школьный сторож
- 1948 — Цветик-семицветик — белый медведь
- 1948 — Сказка о солдате — царь
- 1949 — Чудесный колокольчик — медведь
- 1950 — Девочка в цирке — старый воробей
- 1950 — Сказка о рыбаке и рыбке — дворянин
- 1953 — Полёт на Луну — сторож
- 1960 — Человечка нарисовал я — Гаврила Иваныч, школьный сторож